# Lewis – Der Oxford Krimi/Episodenliste
Die Episodenliste listet alle Episoden der britischen Fernsehserie Lewis – Der Oxford Krimi auf, sortiert nach der britischen Erstausstrahlung. Sie umfasst 9 Staffeln mit 33 Episoden.

## Übersicht
| Staffel      | Episodenanzahl | Vereinigtes Königreich | Vereinigtes Königreich | Deutschsprachige Erstausstrahlung | Deutschsprachige Erstausstrahlung |
| Staffel      | Episodenanzahl | Staffelpremiere        | Staffelfinale          | Staffelpremiere                   | Staffelfinale                     |
| ------------ | -------------- | ---------------------- | ---------------------- | --------------------------------- | --------------------------------- |
| Pilotepisode | 1              | 29. Januar 2006        | 29. Januar 2006        | 1. Februar 2009                   | 1. Februar 2009                   |
| 1            | 3              | 18. Februar 2007       | 4. März 2007           | 8. Februar 2009                   | 22. Februar 2009                  |
| 2            | 4              | 24. Februar 2008       | 16. März 2008          | 14. März 2010                     | 4. April 2010                     |
| 3            | 4              | 22. März 2009          | 12. April 2009         | 10. April 2011                    | 1. Mai 2011                       |
| 4            | 4              | 2. Mai 2010            | 30. Mai 2010           | 22. April 2012                    | 13. Mai 2012                      |
| 5            | 4              | 3. April 2011          | 24. April 2011         | 28. April 2013                    | 19. Mai 2013                      |
| 6            | 4              | 16. Mai 2012           | 6. Juni 2012           | 20. April 2014                    | 11. Mai 2014                      |
| 7            | 3              | 7. Januar 2013         | 11. Februar 2013       | 22. Juli 2016                     | 5. August 2016                    |
| 8            | 3              | 10. Oktober 2014       | 14. November 2014      | 12. Mai 2017                      | 26. Mai 2017                      |
| 9            | 3              | 6. Oktober 2015        | 10. November 2015      | 15. September 2017                | 29. September 2017                |

## Pilotepisode
| Nr. (ges.) | Nr. (St.) | Deutscher Titel        | Originaltitel | Erstausstrahlung UK | Deutschsprachige Erstausstrahlung (ZDF) | Regie         | Drehbuch                         | Zuschauer (UK) |
| ---------- | --------- | ---------------------- | ------------- | ------------------- | --------------------------------------- | ------------- | -------------------------------- | -------------- |
| 1          | 1         | Die Schlüssel zum Mord | Reputation    | 29. Jan. 2006       | 1. Feb. 2009                            | Bill Anderson | Russell Lewis, Stephen Churchett | 11,31 Mio.     |

## Staffel 1
| Nr. (ges.) | Nr. (St.) | Deutscher Titel           | Originaltitel               | Erstausstrahlung UK | Deutschsprachige Erstausstrahlung (ZDF) | Regie         | Drehbuch     | Zuschauer (UK) |
| ---------- | --------- | ------------------------- | --------------------------- | ------------------- | --------------------------------------- | ------------- | ------------ | -------------- |
| 2          | 1         | Dämonen der Vergangenheit | Whom the Gods Would Destroy | 18. Feb. 2007       | 8. Feb. 2009                            | Marc Jobst    | Daniel Boyle | 8,11 Mio.      |
| 3          | 2         | Das Mordkomplott          | Old School Ties             | 25. Feb. 2007       | 15. Feb. 2009                           | Sarah Harding | Alan Plater  | 7,81 Mio.      |
| 4          | 3         | Späte Sühne               | Expiation                   | 4. März 2007        | 22. Feb. 2009                           | Dan Reed      | Guy Andrews  | 8,85 Mio.      |

## Staffel 2
| Nr. (ges.) | Nr. (St.) | Deutscher Titel             | Originaltitel                  | Erstausstrahlung UK | Deutschsprachige Erstausstrahlung (ZDF) | Regie          | Drehbuch     | Zuschauer (UK) |
| ---------- | --------- | --------------------------- | ------------------------------ | ------------------- | --------------------------------------- | -------------- | ------------ | -------------- |
| 5          | 1         | Der Kuss des Mondes         | And the Moonbeams Kiss the Sea | 24. Febr. 2008      | 21. März 2010                           | Dan Reed       | Alan Plater  | 8,90 Mio.      |
| 6          | 2         | Partitur des Todes          | Music to Die For               | 2. März 2008        | 14. März 2010                           | Bill Anderson  | Dusty Hughes | 8,50 Mio.      |
| 7          | 3         | Wer mit dem Feuer spielt    | Life Born of Fire              | 9. März 2008        | 28. März 2010                           | Richard Spence | Tom MacRae   | 8,19 Mio.      |
| 8          | 4         | Mord in bester Gesellschaft | The Great and the Good         | 16. März 2008       | 4. Apr. 2010                            | Stuart Orme    | Paul Rutman  | 8,70 Mio.      |

## Staffel 3
| Nr. (ges.) | Nr. (St.) | Deutscher Titel            | Originaltitel          | Erstausstrahlung UK | Deutschsprachige Erstausstrahlung (ZDF) | Regie            | Drehbuch                | Zuschauer (UK) |
| ---------- | --------- | -------------------------- | ---------------------- | ------------------- | --------------------------------------- | ---------------- | ----------------------- | -------------- |
| 9          | 1         | Von Musen und Morden       | Allegory of Love       | 22. März 2009       | 10. Apr. 2011                           | David Pirie      | Stephen Churchett       | 7,54 Mio.      |
| 10         | 2         | Mörder in eigener Regie    | The Quality of Mercy   | 29. März 2009       | 17. Apr. 2011                           | Bille Eltringham | Alan Plater             | 7,19 Mio.      |
| 11         | 3         | Eine Frage der Perspektive | The Point of Vanishing | 5. Apr. 2009        | 24. Apr. 2011                           | Maurice Phillips | Paul Rutman             | 6,83 Mio.      |
| 12         | 4         | Ein letzter Blues          | Counter Culture Blues  | 12. Apr. 2009       | 1. Mai 2011                             | Bill Anderson    | Nick Dear & Guy Andrews | 6,61 Mio.      |

## Staffel 4
| Nr. (ges.) | Nr. (St.) | Deutscher Titel             | Originaltitel              | Erstausstrahlung UK | Deutschsprachige Erstausstrahlung (ZDF) | Regie            | Drehbuch          | Zuschauer (UK) |
| ---------- | --------- | --------------------------- | -------------------------- | ------------------- | --------------------------------------- | ---------------- | ----------------- | -------------- |
| 13         | 1         | Auf falscher Fährte         | The Dead of Winter         | 2. Mai 2010         | 22. Apr. 2012                           | Bill Anderson    | Russell Lewis     | 8,46 Mio.      |
| 14         | 2         | Unter dem Stern des Todes   | Dark Matter                | 9. Mai 2010         | 29. Apr. 2012                           | Bille Eltringham | Stephen Churchett | 8,18 Mio.      |
| 15         | 3         | Die Alles-oder-Nichts-Frage | Your Sudden Death Question | 16. Mai 2010        | 6. Mai 2012                             | Dan Reed         | Alan Plater       | 7,17 Mio.      |
| 16         | 4         | Die Geister, die ich rief   | Falling Darkness           | 30. Mai 2010        | 13. Mai 2012                            | Nicholas Renton  | Russell Lewis     | 6,91 Mio.      |

## Staffel 5
| Nr. (ges.) | Nr. (St.) | Deutscher Titel         | Originaltitel                | Erstausstrahlung UK | Deutschsprachige Erstausstrahlung (ZDF) | Regie            | Drehbuch                         | Zuschauer (UK) |
| ---------- | --------- | ----------------------- | ---------------------------- | ------------------- | --------------------------------------- | ---------------- | -------------------------------- | -------------- |
| 17         | 1         | Offene Wunden           | Old, Unhappy, Far Off Things | 3. Apr. 2011        | 28. Apr. 2013                           | Nicholas Renton  | Russell Lewis                    | 6,63 Mio.      |
| 18         | 2         | Im Zeichen der Rache    | Wild Justice                 | 10. Apr. 2011       | 5. Mai 2013                             | Hettie Macdonald | Stephen Churchett                | 6,05 Mio.      |
| 19         | 3         | Die Todesdroge          | The Mind Has Mountains       | 17. Apr. 2011       | 12. Mai 2013                            | Charles Palmer   | Patrick Harbinson                | 6,28 Mio.      |
| 20         | 4         | Mörderisches Verhängnis | The Gift of Promise          | 24. Apr. 2011       | 19. Mai 2013                            | Metin Hüseyin    | Dusty Hughes & Stephen Churchett | 5,89 Mio.      |

## Staffel 6
| Nr. (ges.) | Nr. (St.) | Deutscher Titel           | Originaltitel        | Erstausstrahlung UK | Deutschsprachige Erstausstrahlung (ZDF) | Regie           | Drehbuch          | Zuschauer (UK) |
| ---------- | --------- | ------------------------- | -------------------- | ------------------- | --------------------------------------- | --------------- | ----------------- | -------------- |
| 21         | 1         | Das Rätsel des Genies     | The Soul of Genius   | 16. Mai 2012        | 27. Apr. 2014                           | Brian Kelly     | Rachel Bennette   | 6,07 Mio.      |
| 22         | 2         | Gefangen im Netz          | Generation of Vipers | 23. Mai 2012        | 20. Apr. 2014                           | David O’Neill   | Patrick Harbinson | 5,59 Mio.      |
| 23         | 3         | Heimliche Spiele          | Fearful Symmetry     | 30. Mai 2012        | 4. Mai 2014                             | Nicholas Renton | Russell Lewis     | 5,71 Mio.      |
| 24         | 4         | Der unauslöschliche Makel | The Indelible Stain  | 6. Juni 2012        | 11. Mai 2014                            | Tim Fywell      | Simon Block       | 5,74 Mio.      |

## Staffel 7
| Nr. (ges.) | Nr. (St.) | Deutscher Titel          | Originaltitel                  | Erstausstrahlung UK                  | Deutschsprachige Erstausstrahlung (ZDFneo) | Regie       | Drehbuch                          | Zuschauer (UK)      |
| ---------- | --------- | ------------------------ | ------------------------------ | ------------------------------------ | ------------------------------------------ | ----------- | --------------------------------- | ------------------- |
| 25         | 1         | Stimmen aus dem Jenseits | Down Among the Fearful (1 + 2) | 7. Jan. 2013 (1) 14. Jan. 2013 (2)   | 22. Juli 2016                              | Brian Kelly | Simon Block & Catherine Tregenna  | 7,03 Mio. 6,77 Mio. |
| 26         | 2         | Wer die Toten stört      | The Ramblin' Boy (1 + 2)       | 21. Jan. 2013 (1) 28. Jan. 2013 (2)  | 29. Juli 2016                              | Dan Reed    | Lucy Gannon                       | 6,57 Mio. 6,81 Mio. |
| 27         | 3         | Forschungsopfer          | Intelligent Design (1 + 2)     | 4. Febr. 2013 (1) 11. Febr. 2013 (2) | 5. Aug. 2016                               | Tim Fywell  | Stephen Churchett & Helen Jenkins | 6,44 Mio. 6,79 Mio. |

## Staffel 8
| Nr. (ges.) | Nr. (St.) | Deutscher Titel           | Originaltitel        | Erstausstrahlung UK                | Deutschsprachige Erstausstrahlung (ZDFneo) | Regie              | Drehbuch                                        | Zuschauer (UK)      |
| ---------- | --------- | ------------------------- | -------------------- | ---------------------------------- | ------------------------------------------ | ------------------ | ----------------------------------------------- | ------------------- |
| 28         | 1         | Mit reinem Gewissen       | Entry Wounds         | 10. Oktober 2014 17. Oktober 2014  | 12. Mai 2017                               | Nicholas Renton    | Helen Jenkins                                   | 6,11 Mio. 5,50 Mio. |
| 29         | 2         | Die Löwen von Nemea       | The Lions of Nemea   | 24. Oktober 2014 31. Oktober 2014  | 19. Mai 2017                               | Nicholas Laughland | Tahsin Güner, Noel Farragher & Nick Hicks-Beach | 5,01 Mio. 5,28 Mio. |
| 30         | 3         | Jenseits von Gut und Böse | Beyond Good and Evil | 7. November 2014 14. November 2014 | 26. Mai 2017                               | David Drury        | Noel Farragher                                  | 4,87 Mio. 4,53 Mio. |

## Staffel 9
| Nr. (ges.) | Nr. (St.) | Deutscher Titel | Originaltitel     | Erstausstrahlung UK                | Deutschsprachige Erstausstrahlung (ZDFneo) | Regie          | Drehbuch         | Zuschauer (UK)      |
| ---------- | --------- | --------------- | ----------------- | ---------------------------------- | ------------------------------------------ | -------------- | ---------------- | ------------------- |
| 31         | 1         | Zeit der Trauer | One For Sorrow    | 6. Oktober 2015 13. Oktober 2015   | 15. Sep. 2017                              | Nick Laughland | Helen Jenkins    | 4,51 Mio. 4,33 Mio. |
| 32         | 2         | Das Ritual      | Magnum Opus       | 20. Oktober 2015 27. Oktober 2015  | 22. Sep. 2017                              | Matthew Evans  | Chris Murray     | 4,18 Mio. 4,11 Mio. |
| 33         | 3         | Mord per Post   | What Lies Tangled | 3. November 2015 10. November 2015 | 29. Sep. 2017                              | David Drury    | Nick Hicks-Beach | 4,17 Mio. 4,55 Mio. |